# Mundial de Clubes FIFA de 2025 – Grupo C
O grupo C do Mundial de Clubes FIFA de 2025 ocorreu entre 15 e 24 de junho de 2025. O grupo foi formado por Benfica, Bayern de Munique, Boca Juniors e Auckland City, com as duas primeiras equipes avançando para as oitavas de final, respectivamente.

## Equipes
| Inscrição | Equipe        | Confederação | Método de qualificação              | Data de qualificação   |                      |                   |      |                                 |                        |
| --------- | ------------- | ------------ | ----------------------------------- | ---------------------- | -------------------- | ----------------- | ---- | ------------------------------- | ---------------------- |
| Inscrição | Equipe        | Confederação | Método de qualificação              | Data de qualificação   | A1 (cabeça-de-chave) | Bayern de Munique | UEFA | Classificação de 4 anos da UEFA | 17 de dezembro de 2023 |
| A2        | Auckland City | OFC          | Classificação de 4 anos da OFC      | 17 de dezembro de 2023 |                      |                   |      |                                 |                        |
| A3        | Boca Juniors  | CONMEBOL     | Classificação de 4 anos da CONMEBOL | 22 de agosto de 2024   |                      |                   |      |                                 |                        |
| A4        | Benfica       | UEFA         | Classificação de 4 anos da UEFA     | 17 de dezembro de 2023 |                      |                   |      |                                 |                        |

## Encontros anteriores
- Bayern de Munique x Auckland City: nenhum
- Boca Juniors x Benfica:
  - 1953, Torneio Quadrangular de Lisboa, Boca Juniors 1–0 Benfica
  - 1967, amistoso, Boca Juniors 1–1 Benfica
  - 1967, amistoso, Boca Juniors 1–1 Benfica
  - 1968, amistoso, Boca Juniors 1–1 Benfica
  - 1995, amistoso, Boca Juniors 1–1 Benfica
- Bayern de Munique x Boca Juniors:
  - 1967, Joan Gamper, Bayern de Munique 0–1 Boca Juniors
  - 2001, Copa Intercontinental de 2001, Bayern de Munique 1–0 Boca Juniors
- Benfica x Auckland City: nenhum
- Benfica x Bayern de Munique:
  - 1976, quartas de finais da Liga dos Campeões da UEFA de 1975–76, Benfica 0–0 Bayern de Munique
  - 1976, quartas de finais da Liga dos Campeões da UEFA de 1975–76, Benfica 1–5 Bayern de Munique
  - 1981, quartas de finais da Liga dos Campeões da UEFA de 1981–82, Benfica 0–0 Bayern de Munique
  - 1981, quartas de finais da Liga dos Campeões da UEFA de 1981–82, Benfica 2–1 Bayern de Munique
  - 1990, semifinal Teresa Herrera, Benfica 1-4 Bayern de Munique
  - 1995, terceira fase da Liga Europa da UEFA de 1995–96, Benfica 1–3 Bayern de Munique
  - 1995, terceira fase da Liga Europa da UEFA de 1995–96, Benfica 1–4 Bayern de Munique
  - 1999, amistoso, Benfica 1–2 Bayern de Munique
  - 2007, semifinal da Copa Dubai, Benfica 0(4)–0(3) Bayern de Munique
  - 2016, quartas de finais daLiga dos Campeões da UEFA de 2014–15, Benfica 0–1 Bayern de Munique
  - 2016, quartas de finais da Liga dos Campeões da UEFA de 2014–15, Benfica 2–2 Bayern de Munique
  - 2018, fase de grupos da Liga dos Campeões da UEFA de 2018–19, Benfica 0–2 Bayern de Munique
  - 2018, fase de grupos da Liga dos Campeões da UEFA de 2018–19, Benfica 1–5 Bayern de Munique
  - 2021, fase de grupos da Liga dos Campeões da UEFA de 2021–22, Benfica 0–4 Bayern de Munique
  - 2021, fase de grupos da Liga dos Campeões da UEFA de 2021–22, Benfica 2–5 Bayern de Munique
  - 2024, fase de grupos da Liga dos Campeões da UEFA de 2024–25, Benfica 0–1 Bayern de Munique
- Auckland City x Boca Juniors: nenhum

## Classificação
| Pos | Equipe            | Pts | J | V | E | D | GP | GC | SG  | Classificação ou descenso |
| --- | ----------------- | --- | - | - | - | - | -- | -- | --- | ------------------------- |
| 1   | Benfica           | 7   | 3 | 2 | 1 | 0 | 9  | 2  | +7  | Oitavas de final          |
| 2   | Bayern de Munique | 6   | 3 | 2 | 0 | 1 | 12 | 2  | +10 | Oitavas de final          |
| 3   | Boca Juniors      | 2   | 3 | 0 | 2 | 1 | 4  | 5  | −1  |                           |
| 4   | Auckland City     | 1   | 3 | 0 | 1 | 2 | 1  | 17 | −16 |                           |

## Partidas
Partidas seguem os fusos horários UTC-4 e UTC-5.

### Bayern de Munique x Auckland City
| 15 de junho   | Bayern de Munique                                                                           | 10 – 0           | Auckland City | TQL Stadium, Cincinnati              |
| 12:00 (UTC−4) | Coman 6', 21' · Boey 18' · Olise 20', 45+3' · Müller 45', 89' · Musiala 67', 73' (pen), 84' | Relatório (FIFA) |               | Público: 21 152 Árbitro: SEN Issa Sy |

| Bayern de Munique | Auckland City |

| G               | 1  | Manuel Neuer        |  |     |
| LD              | 23 | Sacha Boey          |  |     |
| Z               | 4  | Jonathan Tah        |  |     |
| Z               | 44 | Josip Stanišić      |  | 82' |
| LE              | 22 | Raphaël Guerreiro   |  | 61' |
| M               | 6  | Joshua Kimmich      |  |     |
| M               | 45 | Aleksandar Pavlović |  |     |
| A               | 17 | Michael Olise       |  | 46' |
| A               | 25 | Thomas Müller       |  |     |
| A               | 11 | Kingsley Coman      |  | 46' |
| A               | 9  | Harry Kane          |  | 61' |
| Substituições:  |    |                     |  |     |
| M               | 46 | Lennart Karl        |  | 46' |
| A               | 7  | Serge Gnabry        |  | 46' |
| Z               | 2  | Dayot Upamecano     |  | 61' |
| M               | 42 | Jamal Musiala       |  | 61' |
| Z               | 49 | Adam Aznou          |  | 82' |
| Treinador:      |    |                     |  |     |
| Vincent Kompany |    |                     |  |     |

| G              | 1  | Conor Tracey       |  |     |
| LD             | 12 | Regont Murati      |  |     |
| Z              | 3  | Adam Mitchell      |  |     |
| Z              | 25 | Michael den Heijer |  | 82' |
| Z              | 5  | Nikko Boxall       |  |     |
| LE             | 13 | Nathan Lobo        |  | 66' |
| M              | 26 | David Yoo          |  | 71' |
| M              | 8  | Gerard Garriga     |  | 66' |
| M              | 2  | Mario Ilich        |  |     |
| M              | 10 | Dylan Manickum     |  | 71' |
| A              | 7  | Myer Bevan         |  |     |
| Substituições: |    |                    |  |     |
| A              | 17 | Jerson Lagos       |  | 66' |
| Z              | 22 | Zhou Tong          |  | 66' |
| A              | 11 | Ryan De Vries      |  | 71' |
| A              | 9  | Angus Kilkolly     |  | 71' |
| Z              | 28 | Alfie Rogers       |  | 82' |
| Treinador:     |    |                    |  |     |
| Ivan Vicelich  |    |                    |  |     |

| Homem do Jogo: Michael Olise Bandeirinhas: Djibril Camara Nouha Bangoura Quarto árbitro: Mutaz Ibrahim Árbitro assistente de vídeo: Mahmoud Ashour Árbitros assistentes de árbitro de vídeo: Nicolás Gallo Khamis Al-Marri |

### Boca Juniors x Benfica
| 16 de junho   | Boca Juniors                        | 2 – 2            | Benfica                             | Hard Rock Stadium, Miami Gardens         |
| 18:00 (UTC−4) | Otamendi 21' (g.c.) · Battaglia 27' | Relatório (FIFA) | Di María 45+3' (pen) · Otamendi 84' | Público: 55 574 Árbitro: MEX César Ramos |

| Boca Juniors | Benfica |

| G                  | 25 | Agustín Marchesín |     |     |
| LD                 | 17 | Luis Advíncula    |     |     |
| Z                  | 4  | Nicolás Figal     | 88' |     |
| Z                  | 32 | Ayrton Costa      | 85' |     |
| LE                 | 23 | Lautaro Blanco    |     |     |
| M                  | 5  | Rodrigo Battaglia |     |     |
| M                  | 21 | Ander Herrera     | 45' | 20' |
| M                  | 22 | Kevin Zenón       |     |     |
| M                  | 8  | Carlos Palacios   | 66' | 66' |
| A                  | 16 | Miguel Merentiel  |     | 65' |
| A                  | 20 | Alan Velasco      |     | 58' |
| Substituições:     |    |                   |     |     |
| M                  | 30 | Tomás Belmonte    |     | 20' |
| A                  | 9  | Milton Giménez    |     | 58' |
| A                  | 7  | Exequiel Zeballos |     | 65' |
| M                  | 15 | Williams Alarcón  |     | 66' |
| Treinador:         |    |                   |     |     |
| Miguel Ángel Russo |    |                   |     |     |

| G              | 1  | Anatoliy Trubin     |     |     |
| Z              | 30 | Nicolás Otamendi    |     |     |
| Z              | 4  | António Silva       |     |     |
| Z              | 3  | Álvaro Carreras     | 67' |     |
| M              | 8  | Fredrik Aursnes     |     |     |
| M              | 61 | Florentino Luís     |     | 90' |
| M              | 85 | Renato Sanches      |     | 61' |
| M              | 26 | Samuel Dahl         |     | 46' |
| A              | 11 | Ángel Di María      |     | 77' |
| A              | 14 | Vangelis Pavlidis   | 83' |     |
| A              | 27 | Bruma               |     | 61' |
| Substituições: |    |                     |     |     |
| A              | 19 | Andrea Belotti      | 70' | 46' |
| M              | 10 | Orkun Kökçü         |     | 61' |
| A              | 7  | Kerem Aktürkoğlu    |     | 61' |
| A              | 25 | Gianluca Prestianni |     | 77' |
| M              | 18 | Leandro Barreiro    |     | 90' |
| Treinador:     |    |                     |     |     |
| Bruno Lage     |    |                     |     |     |

| Homem do Jogo: Miguel Merentiel Bandeirinhas: Alberto Morín Marco Bisguerra Quarto árbitro: Iván Barton Árbitro assistente de vídeo: Guillermo Pacheco Árbitros assistentes de árbitro de vídeo Armando Villarreal Carlos del Cerro Grande |

### Benfica x Auckland City
Às 13h06 EDT, durante o intervalo, a partida foi interrompida devido às condições climáticas adversas. A partida foi retomada às 15h20 EDT.
| 20 de junho   | Benfica                                                                                   | 6 – 0            | Auckland City | Inter&Co Stadium, Orlando                 |
| 12:00 (UTC−4) | Di María 45+8' (pen), 90+8' (pen) · Pavlidis 53' · Renato Sanches 63' · Barreiro 76', 78' | Relatório (FIFA) |               | Público: 6 730 Árbitro: QAT Salman Falahi |

| Benfica | Auckland City |

| G              | 1  | Anatoliy Trubin     |       |     |
| LD             | 8  | Fredrik Aursnes     |       | 71' |
| Z              | 4  | António Silva       |       | 86' |
| Z              | 30 | Nicolás Otamendi    |       |     |
| LE             | 3  | Álvaro Carreras     | 45+3' | 46' |
| M              | 18 | Leandro Barreiro    |       |     |
| M              | 10 | Orkun Kökçü         | 48'   | 61' |
| A              | 11 | Ángel Di María      |       |     |
| A              | 25 | Gianluca Prestianni |       | 71' |
| A              | 17 | Kerem Aktürkoğlu    |       | 61' |
| A              | 14 | Vangelis Pavlidis   |       |     |
| Substituições: |    |                     |       |     |
| LE             | 26 | Samuel Dahl         |       | 46' |
| A              | 21 | Andreas Schjelderup |       | 61' |
| M              | 85 | Renato Sanches      |       | 61' |
| A              | 47 | Tiago Gouveia       |       | 71' |
| M              | 84 | João Rego           |       | 71' |
| Z              | 81 | Adrian Barjami      | 87'   | 86' |
| Treinador:     |    |                     |       |     |
| Bruno Lage     |    |                     |       |     |

| G              | 24 | Nathan Garrow      |  |     |
| LD             | 21 | Adam Bell          |  |     |
| Z              | 3  | Adam Mitchell      |  |     |
| Z              | 25 | Michael den Heijer |  |     |
| Z              | 5  | Nikko Boxall       |  |     |
| LE             | 17 | Jerson Lagos       |  |     |
| M              | 26 | David Yoo          |  | 59' |
| M              | 22 | Zhou Tong          |  | 46' |
| M              | 2  | Mario Ilich        |  | 59' |
| M              | 27 | Haris Zeb          |  | 59' |
| A              | 7  | Myer Bevan         |  | 73' |
| Substituições: |    |                    |  |     |
| M              | 8  | Gerard Garriga     |  | 46' |
| M              | 30 | Jackson Manuel     |  | 59' |
| M              | 10 | Dylan Manickum     |  | 59' |
| M              | 20 | Matthew Ellis      |  | 59' |
| A              | 11 | Ryan De Vries      |  | 73' |
| Treinador:     |    |                    |  |     |
| Paul Posa      |    |                    |  |     |

| Homem do Jogo: Ángel Di María Bandeirinhas: Ramzan Al-Naemi Majid Al-Shammari Quarto árbitro: Danny Makkelie Árbitro assistente de vídeo: Khamis Al-Marri Árbitros assistentes de árbitro de vídeo Fu Ming Rob Dieperink |

### Bayern de Munique x Boca Juniors
| 20 de junho   | Bayern de Munique      | 2 – 1            | Boca Juniors    | Hard Rock Stadium, Miami Gardens             |
| 21:00 (UTC−4) | Kane 18' · Olise 84' · | Relatório (FIFA) | Merentiel 66' · | Público: 63 587 Árbitro: AUS Alireza Faghani |

| Bayern de Munique | Boca Juniors |

| G               | 1  | Manuel Neuer        |       |         |
| LD              | 27 | Konrad Laimer       |       |         |
| Z               | 4  | Jonathan Tah        |       |         |
| Z               | 44 | Josip Stanišić      |       |         |
| LE              | 22 | Raphaël Guerreiro   |       | 67'     |
| M               | 6  | Joshua Kimmich      |       |         |
| M               | 8  | Leon Goretzka       | 45+3' | 57'     |
| M               | 17 | Michael Olise       |       |         |
| A               | 7  | Serge Gnabry        |       | 57'     |
| A               | 11 | Kingsley Coman      |       | 67'     |
| A               | 9  | Harry Kane          |       |         |
| Substituições:  |    |                     |       |         |
| M               | 45 | Aleksandar Pavlović |       | 57'     |
| M               | 42 | Jamal Musiala       |       | 57' 82' |
| A               | 10 | Leroy Sané          |       | 67'     |
| Z               | 2  | Dayot Upamecano     |       | 67'     |
| A               | 25 | Thomas Müller       |       | 82'     |
| Treinador:      |    |                     |       |         |
| Vincent Kompany |    |                     |       |         |

| G                           | 25 | Agustín Marchesín |     |     |
| LD                          | 17 | Luis Advíncula    | 36' |     |
| Z                           | 40 | Lautaro Di Lollo  | 71' |     |
| Z                           | 32 | Ayrton Costa      |     |     |
| LE                          | 23 | Lautaro Blanco    |     |     |
| M                           | 5  | Rodrigo Battaglia |     |     |
| M                           | 30 | Tomás Belmonte    |     | 69' |
| M                           | 22 | Kevin Zenón       |     | 59' |
| A                           | 8  | Carlos Palacios   |     | 69' |
| A                           | 20 | Alan Velasco      |     | 80' |
| A                           | 16 | Miguel Merentiel  |     | 80' |
| Substituições:              |    |                   |     |     |
| M                           | 27 | Malcom Braida     |     | 59' |
| A                           | 9  | Milton Giménez    |     | 69' |
| M                           | 15 | Williams Alarcón  |     | 69' |
| A                           | 7  | Exequiel Zeballos |     | 80' |
| Z                           | 3  | Marcelo Saracchi  |     | 80' |
| Outras ações disciplinares: |    |                   |     |     |
| Z                           | 6  | Marcos Rojo       | 15' |     |
| Treinador:                  |    |                   |     |     |
| Miguel Ángel Russo          |    |                   |     |     |

| Homem do Jogo: Harry Kane Bandeirinhas: Anton Shchetinin Ashley Beecham Quarto árbitro: Tori Penso Árbitro assistente de vídeo: Tatiana Guzmán Árbitros assistentes de árbitro de vídeo Shaun Evans Jérôme Brisard |

### Benfica x Bayern de Munique
| 24 de junho   | Benfica         | 1 – 0            | Bayern de Munique | Bank of America Stadium, Charlotte             |
| 15:00 (UTC−4) | Schjelderup 13' | Relatório (FIFA) |                   | Público: 33 287 Árbitro: FRA François Letexier |

| Benfica | Bayern de Munique |

| G              | 1  | Anatoliy Trubin     |     |     |
| LD             | 18 | Leandro Barreiro    |     |     |
| Z              | 4  | António Silva       |     |     |
| Z              | 30 | Nicolás Otamendi    | 46' |     |
| LE             | 26 | Samuel Dahl         |     |     |
| M              | 8  | Fredrik Aursnes     |     |     |
| M              | 85 | Renato Sanches      | 19' | 85' |
| M              | 11 | Ángel Di María      |     | 86' |
| M              | 25 | Gianluca Prestianni |     | 54' |
| M              | 21 | Andreas Schjelderup |     | 55' |
| A              | 14 | Vangelis Pavlidis   |     | 86' |
| Substituições: |    |                     |     |     |
| M              | 10 | Orkun Kökçü         |     | 54' |
| A              | 17 | Kerem Aktürkoğlu    |     | 55' |
| Z              | 81 | Adrian Bajrami      |     | 78' |
| A              | 47 | Tiago Gouveia       | 89' | 86' |
| A              | 84 | João Rego           |     | 86' |
| Treinador:     |    |                     |     |     |
| Bruno Lage     |    |                     |     |     |

| G               | 1  | Manuel Neuer        |  |     |
| LD              | 23 | Sacha Boey          |  | 62' |
| Z               | 2  | Dayot Upamecano     |  | 57' |
| Z               | 44 | Josip Stanišić      |  |     |
| LE              | 22 | Raphaël Guerreiro   |  |     |
| M               | 16 | João Palhinha       |  | 46' |
| M               | 45 | Aleksandar Pavlović |  |     |
| M               | 10 | Leroy Sané          |  |     |
| M               | 20 | Tom Bischof         |  | 46' |
| M               | 7  | Serge Gnabry        |  | 46' |
| A               | 25 | Thomas Müller       |  |     |
| Substituições:  |    |                     |  |     |
| M               | 6  | Joshua Kimmich      |  | 46' |
| A               | 9  | Harry Kane          |  | 46' |
| A               | 17 | Michael Olise       |  | 46' |
| Z               | 4  | Jonathan Tah        |  | 57' |
| M               | 27 | Konrad Laimer       |  | 62' |
| Treinador:      |    |                     |  |     |
| Vincent Kompany |    |                     |  |     |

| Bandeirinhas: Cyril Mugnier Mehdi Rahmouni Quarto árbitro: Espen Eskås Árbitro assistente de vídeo: Jérôme Brisard Árbitros assistentes de árbitro de vídeo: Ivan Bebek Hamza Al-Fariq |

### Auckland City x Boca Juniors
Às 15h21 EDT, no minuto 54, o jogo foi paralisado devido às condições climáticas adversas. Ela foi retomada às 16h10.
| 24 de junho   | Auckland City | 1 – 1            | Boca Juniors      | Geodis Park, Nashville                    |
| 14:00 (UTC−5) | Gray 52'      | Relatório (FIFA) | Garrow 26' (g.c.) | Público: 16 899 Árbitro: SWE Glenn Nyberg |

| Auckland City | Boca Juniors |

| G              | 24 | Nathan Garrow  |  |     |
| Z              | 3  | Adam Mitchell  |  |     |
| Z              | 4  | Christian Gray |  |     |
| Z              | 5  | Nikko Boxall   |  |     |
| M              | 12 | Regont Murati  |  | 54' |
| M              | 17 | Jerson Lagos   |  | 83' |
| M              | 8  | Gerard Garriga |  | 54' |
| M              | 2  | Mario Ilich    |  |     |
| A              | 26 | David Yoo      |  | 54' |
| A              | 7  | Myer Bevan     |  |     |
| A              | 10 | Dylan Manickum |  | 68' |
| Substituições: |    |                |  |     |
| M              | 14 | Jordan Vale    |  | 54' |
| M              | 20 | Matt Ellis     |  | 54' |
| Z              | 19 | Dylan Connolly |  | 54' |
| A              | 27 | Haris Zeb      |  | 68' |
| A              | 16 | Joseph Lee     |  | 83' |
| Treinador:     |    |                |  |     |
| Paul Posa      |    |                |  |     |

| G                  | 25 | Agustín Marchesín |  |     |
| LD                 | 17 | Luis Advíncula    |  |     |
| Z                  | 40 | Lautaro Di Lollo  |  |     |
| Z                  | 26 | Marco Pellegrino  |  |     |
| LE                 | 23 | Lautaro Blanco    |  |     |
| M                  | 7  | Exequiel Zeballos |  | 26' |
| M                  | 5  | Rodrigo Battaglia |  |     |
| M                  | 8  | Carlos Palacios   |  |     |
| M                  | 20 | Alan Velasco      |  | 54' |
| A                  | 16 | Miguel Merentiel  |  |     |
| A                  | 10 | Edinson Cavani    |  | 54' |
| Substitutions:     |    |                   |  |     |
| M                  | 22 | Kevin Zenón       |  | 26' |
| A                  | 9  | Milton Giménez    |  | 54' |
| M                  | 27 | Malcom Braida     |  | 54' |
| Treinador:         |    |                   |  |     |
| Miguel Ángel Russo |    |                   |  |     |

| Homem do Jogo: Christian Gray Bandeirinhas: Mahbod Beigi Andreas Söderkvist Quarto árbitro: Jean-Jacques Ndala Árbitro assistente de vídeo: Bram Van Driessche Árbitros assistentes de árbitro de vídeo: Rob Dieperink Mahmoud Ashour |

## Disciplina
Os pontos de fair play serão usados como critério de desempate se os registros gerais e de confronto direto das equipes estiverem empatados. Estes são calculados com base nos cartões amarelos e vermelhos recebidos em todas as partidas do grupo da seguinte forma:
- primeiro cartão amarelo: menos 1 ponto
- cartão vermelho indireto (segundo cartão amarelo): menos 3 pontos
- cartão vermelho direto: menos 4 pontos
- cartão amarelo e cartão vermelho direto: menos 5 pontos

Apenas uma das deduções acima pode ser aplicada a um jogador em uma única partida.
| Time              | Jogo 1                        | Jogo 1                            | Jogo 1  | Jogo 1               | Jogo 2                        | Jogo 2                            | Jogo 2  | Jogo 2               | Jogo 3                        | Jogo 3                            | Jogo 3  | Jogo 3               | Pontos |
| Time              | Penalizado com cartão amarelo | Penalizado · Penalizado · Expulso | Expulso | Penalizado · Expulso | Penalizado com cartão amarelo | Penalizado · Penalizado · Expulso | Expulso | Penalizado · Expulso | Penalizado com cartão amarelo | Penalizado · Penalizado · Expulso | Expulso | Penalizado · Expulso | Pontos |
| ----------------- | ----------------------------- | --------------------------------- | ------- | -------------------- | ----------------------------- | --------------------------------- | ------- | -------------------- | ----------------------------- | --------------------------------- | ------- | -------------------- | ------ |
| Bayern de Munique |                               |                                   |         |                      | 1                             |                                   |         |                      |                               |                                   |         |                      | –1     |
| Auckland City     |                               |                                   |         |                      |                               |                                   |         |                      |                               |                                   |         |                      | 0      |
| Boca Juniors      | 2                             |                                   | 2       |                      | 3                             |                                   |         |                      |                               |                                   |         |                      | –13    |
| Benfica           | 2                             |                                   | 1       |                      | 3                             |                                   |         |                      | 3                             |                                   |         |                      | –12    |